# Thomas Fuller (calculateur)
Pour les articles homonymes, voir Thomas Fuller et Fuller.
Thomas Fuller (1710 — décembre 1790), est un esclave afro-américain réputé pour ses capacités en calcul mental. Il fut cité en exemple par les abolitionnistes comme Jacques Pierre Brissot ou l'abbé Grégoire pour argumenter sur l'égalité des races humaines.

## Biographie
Né en Afrique de l'Ouest, Thomas Fuller est réduit en esclavage et envoyé en Amérique en 1724 à l'âge de 14 ans, devenant la propriété légale de Presley et Elizabeth Cox d'Alexandria, en Virginie. Il reste analphabète et ne reçoit aucune éducation en Amérique.
Il est réputé pour ses capacités en calcul mental. Sa renommée est rapportée par des visiteurs qui font le déplacement pour s'assurer de son habileté, notamment Benjamin Rush qui lui demande de faire des calculs mentaux et en vérifie la justesse. Ainsi, les témoins rapportent qu'il était notamment capable de multiplier un nombre à neuf chiffres par 9, ou de trouver combien de secondes une personne avait vécu. Son talent lui vaut le surnom de « calculateur de Virginie ». 
Il semble par ailleurs que Thomas Fuller ait mené une vie ordinaire, sans autres particularités que celle-ci, ce qui ne permet pas de considérer cette capacité extraordinaire comme un symptôme d'une affection médicale ou psychologique. Un avis de décès est publié par le Columbia Centinel le 29 décembre 1790.

## Postérité
Outre Benjamin Rush qui évoque les capacités de Thomas Fuller dans un article publié dans The American Museum (en) en 1789, Vivian O. Sammons fait référence à lui dans son ouvrage Blacks in Science and Medicine (1990), Rayford W. Logan et Michael R. Winston lui consacrent une brève entrée dans leur Dictionary of American Negro Biography (1982). Son cas est étudié par les abolitionnistes qui soulignent les capacités intellectuelles des Noirs. Ainsi, Jacques Pierre Brissot fait allusion à Thomas Fuller et à James Derham, un esclave de Philadelphie devenu médecin en indiquant son sentiment que « les capacités des Noirs sont extensibles, ils ont seulement besoin d'instruction et de liberté », ainsi que l'abbé Grégoire, dans son ouvrage De la littérature des Nègres, ou, recherches sur leurs facultés intellectuelles, leurs qualités morales et leur littérature : suivies des notices sur la vie et les ouvrages des Nègres qui se sont distingués dans les sciences, les lettres et les arts (1810).